# 斯文·吕德尔
斯文·吕德尔（瑞典語：Sven Rydell，1905年1月14日—1975年4月4日），瑞典男子足球运动员，司职前锋。他曾代表瑞典国家队参加1924年夏季奥林匹克运动会足球比赛，获得一枚铜牌。